# Korfbal op de Wereldspelen 2005
Korfbal stond op het programma van de zevende editie van de Wereldspelen dat in 2005 in Duisburg, Duitsland plaatsvond. 
Dit was de 6e keer dat korfbal op het programma stond van de Wereldspelen.

## Deelnemers
- Duitsland (gastland)
- Nederland (titelverdediger)
- Chinees Taipei
- Tsjechië
- België
- Groot-Brittannië

## Uitslagen
| Datum   | Land             | Score   | Land             |
| ------- | ---------------- | ------- | ---------------- |
| 20 juli | Nederland        | 23 – 7  | Tsjechië         |
| 20 juli | Groot-Brittannië | 12 – 14 | België           |
| 20 juli | Duitsland        | 18 – 17 | Chinees Taipei   |
| 21 juli | Chinees Taipei   | 14 – 15 | België           |
| 21 juli | Duitsland        | 14 – 22 | Tsjechië         |
| 21 juli | Nederland        | 21 – 5  | Groot-Brittannië |
| 22 juli | Tsjechië         | 15 – 9  | Groot-Brittannië |
| 22 juli | Nederland        | 18 – 12 | Chinees Taipei   |
| 22 juli | België           | 22 – 8  | Duitsland        |
| 23 juli | Nederland        | 20 – 6  | Duitsland        |
| 23 juli | Chinees Taipei   | 11 – 5  | Groot-Brittannië |
| 23 juli | België           | 12 – 11 | Tsjechië         |
| 24 juli | Groot-Brittannië | 13 – 14 | Duitsland        |
| 24 juli | Tsjechië         | 10 – 11 | Chinees Taipei   |
| 24 juli | Nederland        | 18 – 6  | België           |

## Eindstand
| Plaats op ranglijst | Team             |
| ------------------- | ---------------- |
| Goud                | Nederland        |
| Zilver              | België           |
| Brons               | Chinees Taipei   |
| 4                   | Tsjechië         |
| 5                   | Duitsland        |
| 6                   | Groot-Brittannië |

| Kampioen van World Games 2005 |
| ----------------------------- |
| Nederland                     |